# Korbuly Bogdán

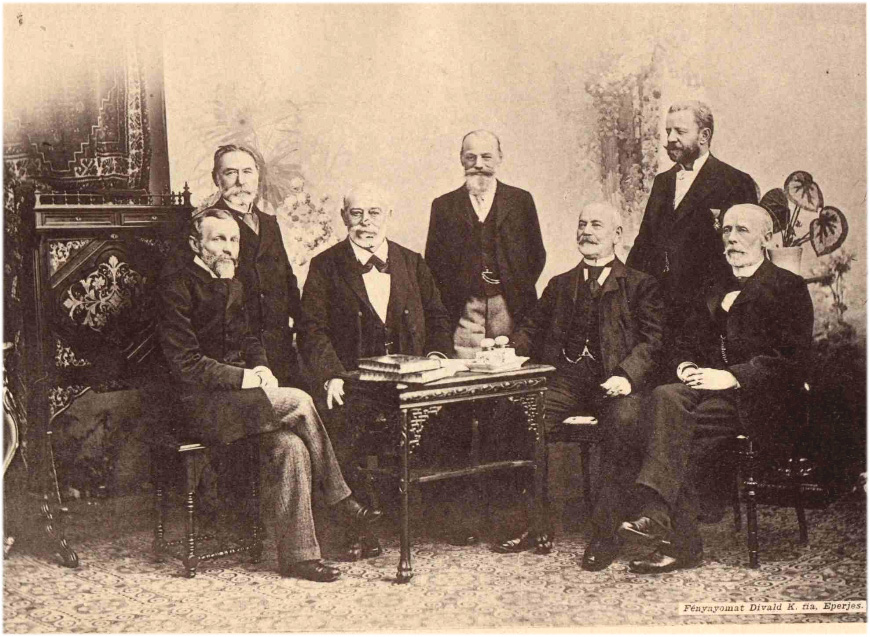
Állnak (balról jobbra): Gámán Zsigmond. Groisz Gusztáv, Kiss Sándor (igazgató) Ülnek (balról jobbra): Sigmond Dezső (alelnök), Finály Henrik (elnök), Korbuly Bogdán, Albach Géza

Lompérdi Korbuly Bogdán (Szamosújvár, 1816. május 24. – Kolozsvár, 1911. május 4.) városi tanácsos, kereskedő, a Kolozsvári Hitelbank és Zálogkölcsön Társulat igazgatója, a kolozsvári Nemzeti Színház intendánsa.

## Családja
Az erdélyi örmény Korbuly/Corbulián család leszármazottja,  apja Korbuly Kristóf, anyja Korbuly Anna. 1846. október 6-án házasodtak össze Bogdánffy Margittal, két gyerekük született, Korbuly Géza és Korbuly Ida, aki Barcsay Domokos felesége lett. Rokona Hollósy Kornélia és Hollósy Simon.

## Élete
Tanulmányait Szamosújváron végezte, s miután hat testvére volt, már 12 éves korában kereső foglalkozásként Gyulafehérváron egy helyi kereskedőnél kezdett el dolgozni, ahol 11 év alatt végigjárta a mesterré válás ranglétráját. Mesterlevelét megszerezve Kolozsvárra ment, s a legrangosabb hírű Pattantyús-cégnél állt munkába, mely az erdélyi arisztokrácia szállítója és bankárja volt, így számos kapcsolat kialakult közte és üzletfeleik között. 1843-ban Bécsbe ment tanulmányútra, s másfél év múlva visszatérve, 1845-ben kereskedést nyitott Kolozsváron „Korbuly és Mártonfi” társas cég név alatt.
Az 1848/49-es szabadságharcban az erdélyi magyar hadsereg szállítója volt, a Függetlenségi nyilatkozat után a császáriak által megszállt Pestről is szállított a nemzeti kormány részére. A szabadságharc végén vagyonának nagy részét elvesztette. Ekkor az erdélyi nemesség különböző ingatlan- és pénzügyletekkel bízta meg, s a megélénkült földbirtokforgalom miatt újra szép vagyonra tett szert. Kolozsvári képviselővé választották. A Kolozsvári Kereskedő Társulatnak hosszabb ideig elnöke volt, s a testület pénzalapját ötszörösére sikerült fejlesztenie.

## Munkássága
1865-ben megalapította és igazgatta a Kolozsvári Hitelbank és Zálogkölcsön Társulatot, emellett aktívan részt vett a közéletben és áldozott a közügyekre. A kolozsvári Nemzeti Színház választmányi tagja volt. A gróf Mikó Imre elnöklete alatt álló választmány úgy döntött, hogy a korábban Fehérváry Antal vállalkozó igazgatónak bérbe adott színházat 1872-től házilag fogja kezeltetni, azaz tagjai közül kinevez egy intendánst, aki felülvizsgálja az intézet gazdasági ügyeit, de a művészeti vezető meghívása és a színészi szerződések feletti döntéshozatal is az ő hatáskörébe tartozott. Két deficites év elteltével és az intendáns, báró Huszár Sándor, majd a hozzá csatlakozó László József és Lugossy József leköszönésével bizonytalan időszak következett. Paulay Ede kudarcba fulladt szerződési kísérletét követően Korbuly Bogdán elvállalta az intendánsi feladatokat. Az 15 000 forint évi uralkodói segély továbbra is kevésnek bizonyult, de Korbuly biztosította a választmányt arról, hogy a hiányt maga fedezi. A kolozsvári színház állandósítása érdekében – a nyári vándorlást megszüntetendő – nyári színkört építtetett a saját költségén, a város hozzájárulásával. A nyári színházat 1874. június 13-án nyitották meg. A következő évadban a választmány belső viták miatt korábbi bérleti rendszerhez akart visszatérni (a vállalkozó igazgatóknak kiírt pályázatra Bokody Antal, Temesváry Lajos és a kolozsvári Magyar Polgár napilap alapító-szerkesztője, Papp Miklós is jelentkezett). Tisza Kálmán belügyminiszter nyomására azonban végül a választmány kénytelen volt újraválasztani Korbulyt további három évre, 1875-től kezdődően, majd ezt követően még hat éven keresztül, 1878-tól 1884-ig állt a színház élén, hármas intendatúra tagjaként.
Korbuly négyéves intendatúrája alatt 56 269 forintot és 78 krajcárt áldozott saját vagyonából a színház javára, ez is hozzájárult ahhoz, hogy 1879-ben nemesi címet kapott az uralkodótól és ekkor vette fel a lompérdi birtokára utaló előnevét. 1875-ben Mikó Imre lemondott a színházi választmány elnökletéről, Korbuly hatalmas áldozataival bankárként került az arisztokrata mecénás megüresedett helyére, ez az átmenet nem volt konfliktusmentes. Molnár György egyéves, 1879/1880-as évadi kolozsvári művezetői tapasztalata után megfogalmazott kritikáinak egyikében éppen Korbuly párhuzamos szerepköreire utalt: a színház intendánsa a Hitelbank igazgatójaként kölcsönöket adott a színészeknek, így összekeverte két funkcióját. Ez a probléma később egészen odáig fajult, hogy a színészek uzsorásának nevezték a színház élén álló Korbulyt, és a nemesi címe mellett sem tudtak bankári funkciójától eltekinteni.